# Делюэрмоз, Анри
Луи Анри Делюэрмоз (фр. Henri Deluermoz; 9 декабря 1876, Париж — 3 ноября 1943, там же) — французский рисовальщик и живописец-анималист, книжный иллюстратор.

## Биография

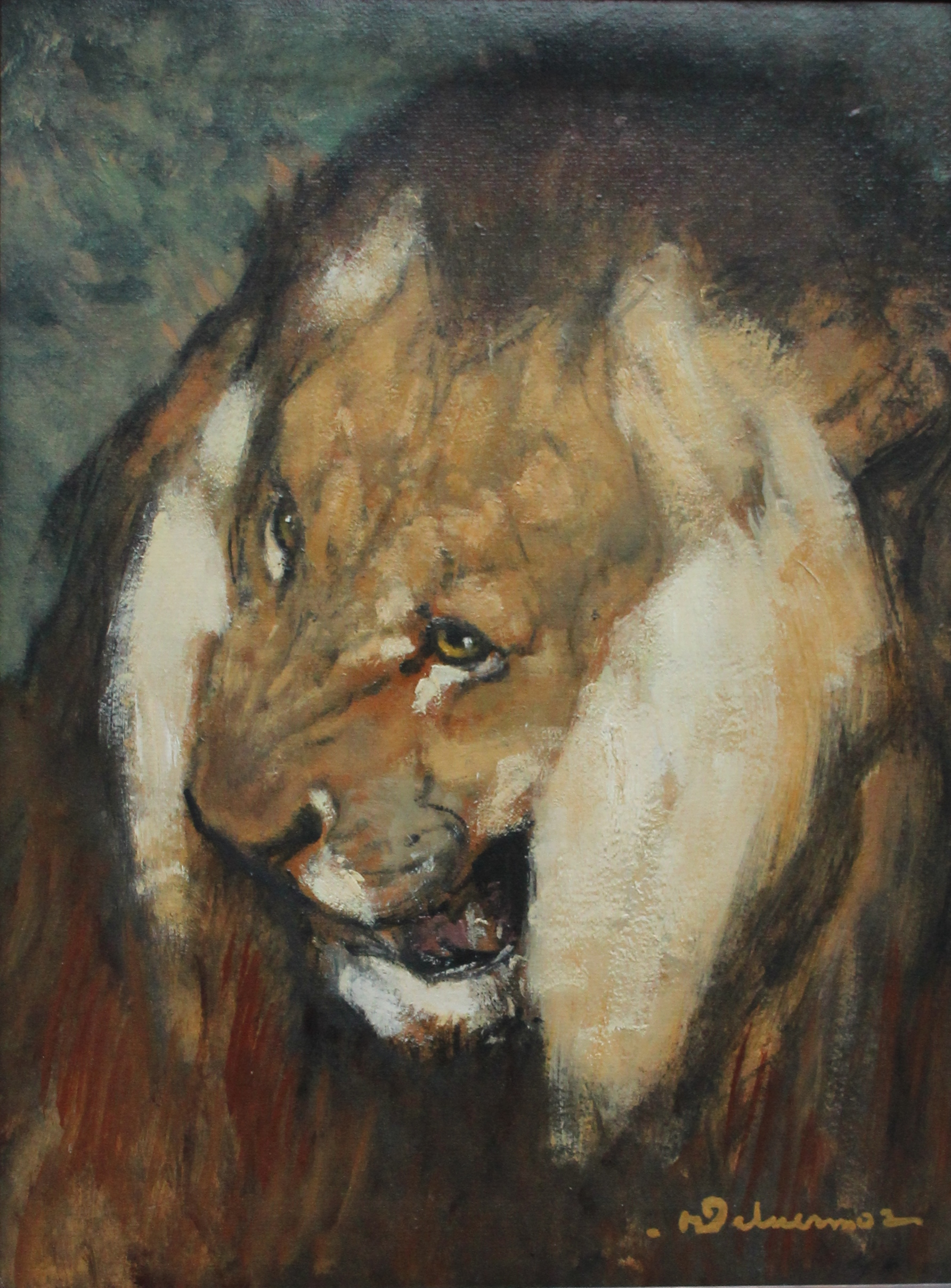
Лев

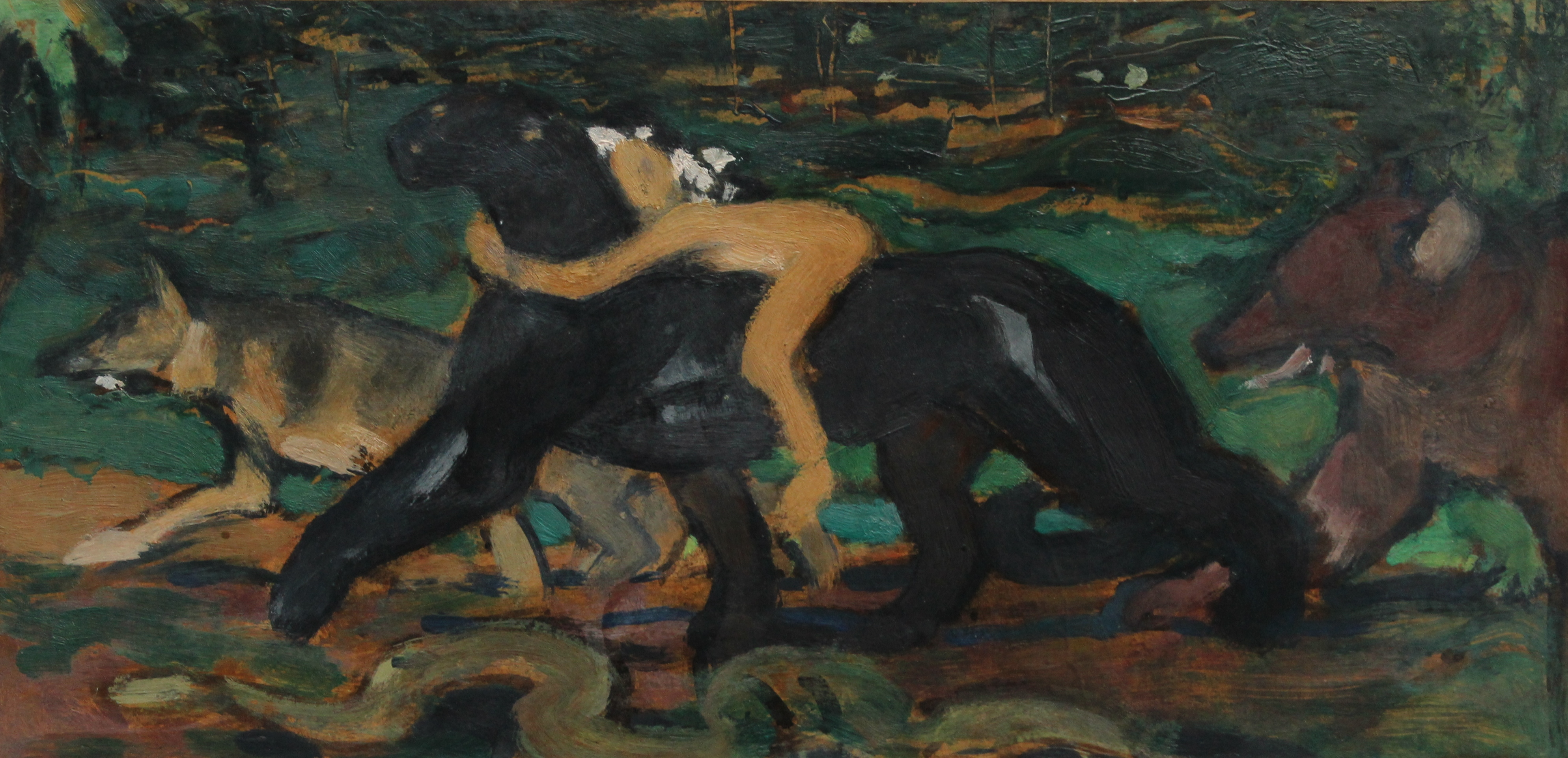
Маугли и Багира

Родился в семье парижского производителя лимонадов. Старший брат актрис Жермены Дермо и Жанны Дельвер.
Учился у символиста Гюстава Моро и Альфреда Ролля.
Один из лучших живописцев-анималистов своего времени, с особой склонностью к изображениям диких животных. Он также автор пейзажей Прованса, сцен конного спорта и боя быков, создавал рисунки для гобеленов и росписей.
Член Национального общества изобразительных искусств. Выставлял свои произведения во многих галереях (1913, 1919, 1927). С 1909 года — в Салоне. В 1929 году представил в Салоне два своих рисунка, а также картину «Европа 3» . Выставка работ Делюэрмоза в Galerie Reitlinger в 1913 году привела к приобретению государством его большого рисунка боя быков. В Париже в 1926 году выставка его работ с животными была проведена в Galerie Le Goupy, в 1939 году — в Galerie Charpentier в Париже.
Произведения художника хранятся в частных коллекциях, а также в Музее в Люксембургском саду.
Занимался иллюстрированием произведений Р. Киплинга, Ж. Ренара, А. де Монтерлана, Андре Моруа и других писателей.
В 1932 году награждён Орденом Почётного легиона.